# Renate Bridenthal
Renate Bridenthal (geboren als Pesi Resi Renate Salata am 13. Juni 1935 in Leipzig) ist eine US-amerikanische Historikerin.

## Leben
Renate Salata war die Tochter des Tabakeinzelhändlers Elchunon Rubin und der Pelzveredlerin Irene Quittner-Salata. Im Jahr 1938 floh die Familie vor der deutschen Judenverfolgung in die Tschechoslowakei. Im Januar 1939 flohen sie mit dem Flugzeug nach Paris und schifften sich im April 1939 mit der Reina del Pacifico nach Panama ein. Im Oktober 1940 wurden sie als Ausländer aus der Panamakanalzone nach New York City verbracht. Ihr Halbbruder fand eine Arbeit, ihr Vater war arbeitslos und beging 1941 Suizid, ihre Mutter fand Arbeit als Pelzveredlerin. 1946 erhielten sie die US-amerikanische Staatsbürgerschaft, und Renate nahm nun den Familiennamen Rubin an. Sie besuchte die Julia Richman High School in Manhattan. 
Seit ihrem neunten Lebensjahr lernte sie Klavier, und 1951 zogen Mutter und Tochter nach Deutschland, wo Rubin in Frankfurt am Main die Staatliche Hochschule für Musik besuchte. Als ihre finanziellen Reserven aufgebraucht waren, kehrten sie 1953 zurück in die USA, und Rubin absolvierte nun in Abendkursen ein Geschichtsstudium am City College New York mit einem Bachelor-Abschluss. Im Jahr 1960 heiratete sie den zwanzig Jahre älteren ehemaligen Spanienkämpfer Kenneth Bridenthal, nach der Scheidung war sie noch eine Zeit mit dem Lateinamerikahistoriker Hobart A. Spalding jr. (1936–) verheiratet. Renate Bridenthal machte einen Master bei Rudolph Binion an der Columbia University. Sie begann eine Dissertation über Barthold Georg Niebuhr bei Peter Gay, musste aber den Promotionsabschluss bis 1970 aussetzen, als sie 1962 in eine Depression fiel, nachdem ihre Mutter Mordopfer von Straßenkriminalität geworden war. Ab 1967 arbeitete sie als Dozentin, ab 1986 als Professorin für Geschichte am Brooklyn College der City University of New York.  1977 publizierte sie zusammen mit Claudia Koonz den Reader Becoming visible, der mehrfach aufgelegt wurde.

## Politische Aktivitäten
Renate Bridenthal wurde 1972 Mitherausgeberin der marxistischen Zeitschrift Science & Society und sorgte nicht nur dort für eine stärkere Beachtung der Frauenfrage.
Bridenthal gehört zu den jüdischen Intellektuellen, die die israelische Politik gegenüber den Palästinensern scharf kritisieren und unterzeichnete 2014 einen Aufruf des Internation Jewish Anti-Zionist Network (IJAN).

## Schriften (Auswahl)
- Barthold Georg Niebuhr, historian of Rome. A study in methodology. Phil. Diss. Columbia Univ. 1970
- Renate Bridenthal, Claudia Koonz (Hrsg.): Becoming visible: women in European history. Boston: Houghton Mifflin, 1977
- Renate Bridenthal, Atina Grossmann, Marion Kaplan (Hrsg.): When biology became destiny : women in Weimar and Nazi Germany. New York: Monthly Review Press, 1984
- Krista O’Donnell, Renate Bridenthal, Nancy Reagin (Hrsg.): The Heimat abroad: the boundaries of Germanness. Ann Arbor: University of Michigan Press, 2005
- Renate Bridenthal, Jerry H. Bentley, Anand A. Yang (Hrsg.): Interactions : Transregional Perspectives on World History. Honolulu: University of Hawaii Press, 2005
- Jerry H. Bentley, Renate Bridenthal, Kären Wigen (Hrsg.): Seascapes : Maritime Histories, Littoral Cultures, and Transoceanic Exchanges. Honolulu: University of Hawaii Press, 2007
- (Hrsg.): The hidden history of crime, corruption, and states. New York: Berghahn Books, 2013
- Renate Bridenthal: Out of Germany, in: Andreas W. Daum, Hartmut Lehmann, James J. Sheehan (Hrsg.): The Second Generation: Émigrés from Nazi Germany as Historians. With a Biobibliographic Guide. New York: Berghahn Books, 2016, S. 130‒140